# Prsna bradavica
Prsna bradavica ali papila dojke je pigmentirani izrastek osrednje površine dojke, obdan z bradavičnim kolobarjem oziroma areolo, v katerega pri ženskah vodijo mlečna izvodila, skozi katera se med dojenjem izloča materino mleko. V vsako od obeh bradavic se odpira 15−20 mlečnih izvodil. Bradavični kolobar je širok nekaj centimetrov (1,5−6 cm); v njem so žleze lojnice, pa tudi dišavnice in senzorni živčni končiči (Ruffinijeva telesca, Krausejevi končni betiči).